# KLA Corporation
KLA-Tencor Corporation (NASDAQ: KLAC) é uma empresa de semicondutores estadunidense, sediada em Milpitas, Califórnia. Fornece controle de processo e sistemas de gerenciamento de rendimento para a indústria de semicondutores e outras indústrias de nanoeletrônica relacionadas. Os produtos e serviços da empresa são destinados a todas as fases da produção de wafer, fotomáscaras, circuito integrado e embalagem, desde a pesquisa e desenvolvimento até a fabricação do volume final.